# Tuc des Hemnes
El Tuc des Hemnes és una muntanya de 2.361 metres que es troba al municipi de Vielha e Mijaran, a la comarca de la Vall d'Aran. El 1906 l'excursionista Juli Soler i Santaló batejà el pic com a Tuc Colomer en la seva guia La Vall d'Aran. La primera ascensió documentada fou duta a terme el 1960 per Maria Antònia Simó i Andreu i Olga Carreras, motiu pel qual el pic fou rebatejat amb el nom de Tuc des Hemnes o Tuc de les Dones.